# Ninox meeki
Ninox meeki là một loài chim trong họ Strigidae.